# Luka Lukanic
Luka Lukanić (Zagreb, 3 mei 2004) is een Kroatisch professioneel voetballer. Hij tekende in juli 2024 een contract voor twee seizoenen (met nog eens een optie op twee extra seizoenen) bij het Belgische KRC Genk.

15 Claes  ·
50 Youndje ·
51 Brughmans ·
52 Da Costa ·
54 Onstein ·
55 Yoshinaga · 
56 De Wannemacker ·
57 Murenzi ·
58 Wamu · 
59 Mirisola ·
60 Lazar ·
61 Van Ingelgom ·
62 Cauwel ·
63 Wasinski ·
65 Akpan ·
66 Bafdili ·
68 Rabhi ·
71 Stevens ·
72 Barry ·
73 Mbavu ·
74 Nuozzi ·
75 Caicedo ·
76 Driessen ·
78 Lukanic ·
79 Nzoko ·
80 Touré ·
81 Boets ·
82 Vliegen ·
84 Sarfo ·
86 Haroun · 
87 Yasuda ·
89 Kim ·
Coach: Van Rumst